# Історія освоєння мінеральних ресурсів Туреччини

Історія освоєння мінеральних ресурсів Туреччини
Використання каменя (кременю, кварциту, пісковиків) відоме з палеоліту. До III тис. до н.е. з каменя виготовляли не тільки знаряддя праці і зброю, але й прикраси (особливо з обсидіану, родовища якого відомі поблизу древніх вулканів Анатолії). З V по III тис. до н.е. широко розроблялися глини для будівництва житла, виготовлення посуду, статуеток.
У верхів'ях річки Тигр в поселенні Чайоню-Тепесі знайдена колекція виробів з самородної міді VIII — VII тис. до н.е., ймовірно з місцевого родовища Ергані-Маден. Ця копальня, мабуть, є найдавнішою у світі. На жаль гірничі виробки рудника порушені пізнішою експлуатацією. Видобуток мідних руд і самородної міді в невеликих обсягах продовжувався у VI — IV тис. до н.е. В цей час древньому населенню стає відомий також свинець. Істотна активізація гірничих робіт датується раннім бронзовим віком (початок III тис. до н.е.). «Металургійна революція» призвела до збільшення кількості виплавленої міді і арсенової бронзи на території Малої Азії протягом III тис. до н.е. в 10-15 разів.
Починаючи від III тис. до н.е. до раннього середньовіччя на території країни формуються давні гірничо-металургійні центри (точне датування яких з причин накладання робіт різних періодів дуже ускладнене): Істранджа (європейська частина країни), область Троаді (район легендарної Трої, на крайньому заході Малої Азії), Гіресун-Трабзон (поблизу Чорного моря), басейн річки Чорох, Діярбакир-Ергані (верхів'я річки Тигр) та інші. З середини III тис. до н.е. з'являється велика кількість золотих прикрас і срібного посуду, але походження сировини дорогоцінних металів достеменно не відоме.
Перші поодинокі залізні вироби (метеоритне залізо) зустрічаються в археологічних пам'ятниках середини III тис. до н.е. Розробки численних залізорудних родовищ починаються на рубежі II і I тис. до н.е. З включенням Малої Азії до складу Римської імперії на рубежі старої і нової ери гірнича справа переживає підйом (збереглася значна кількість ознак давніх рудників тих часів).
Унікальним за масштабами та технічними рішеннями було будівництво 36 підземних міст в Каппадокії (Анатолія), що тривало в період з II ст. до РХ до VI ст. по Різдву (досліджені в 1963 р.). Підземні міста нараховували до 40 поверхів (здебільшого 15 — 18 поверхів) й сягали глибини 80 м (до підземних джерел). Поверхи поєднувалися похилими виробками з вирубаними в підошві східцями. Склепіння просторих приміщень підтримувалося ціликами у вигляді підпірних стовпів, проходи були оснащені кам'яними затворами. Одне з таких міст Деренкую («Глибокий колодязь») налічував 600 виходів на поверхню і мав близько 2 тис. приміщень (храми, житлові помешкання, загони для худоби, виноробні, колодязі та інші). Місто мало систему вентиляції, що складалася з 52 вертикальних стволів та системи пристволових камер, де підтримували багаття для забезпечення циркуляції повітря. Найбільші камери мали площу перерізу близько 300 м².
У часи Візантійської імперії (IV — XV ст.) високого рівня сягає гірничо-металургійна справа, особливо обробка заліза. У зв'язку із сталим будівництвом міст отримує значний розвиток видобуток будівельного каменю. Вже в XII — XIII ст. експлуатували срібні копальні Кастамону й Ларенде. Про срібні рудники Малої Азії згадують арабські автори XIV ст., вони ж повідомляють про наявність нафти на берегах річки Тигр.
У султанській Османській імперії освоєння мінеральних багатств починається в кінці XV ст. У цей час добували руди срібла, золота, заліза, міді, свинцю, а також сірку, селітру. Розробляли поверхневі поклади вертикальними або похилими виробками, що зрідка досягали глибини 200 м. Центром гірничої справи була провінція Румелія (європейська частина країни). Більшість рудників належало державі, яка видавала їх в оренду на строк до 10 років з попередньо визначеною ціною і об'ємами видобутку руд. В XVII ст. спостерігається занепад великої кількості шахт у зв'язку з нерентабельністю їх експлуатації.
Пожвавлення гірничої промисловості починається у другій половині XIX ст., що обумовлено залученням іноземного капіталу. У 50-і роки XIX ст. починається промислове освоєння родовищ кам'яного вугілля в районі Ереглі (басейн Зонгулдак). Видобуток свинцевих руд по концесії вели з 1874 р. в районі Тіресуна. У 1913 р. отримано 140 тис.т руди, з якої видобуто 14 тис.т металу. Кількість мідних рудників протягом XIX ст. значно скоротилося. Основне родовище Ергані-Маден (видобуток — до 1,5 тис. т на рік). У 1890-і роки на рудниках Ізміру добували щорічно 8-10 тис.т корунду, близько 12-14 тис. т хрому, 2,5-3 тис. т марганцю, 7-8 тис. т стибію. Османська імперія практично монополізувала торгівлю наждаком. Англійська компанія «Borax» з 1897 р. вела видобуток боратів в Карассі. Мінеральна сировина в основному вивозилася за кордон. В XX ст. гірничі роботи були спрямовані на видобуток вугілля, нафти, залізних і поліметалічних руд, мармуру тощо.
В кінці XX ст. країна має запаси нафти, газу, бурого і кам'яного вугілля, хрому, заліза, міді, ртуті, стибію, магнезиту, боратів і інш. Загальна цінність корисних копалин країни становить 2 трлн дол. США. Сьогодні Туреччина займає 1-е місце у світі за запасами бору, цеоліту, торію і пемзи, провідні світові позиції по целестину, бариту, азбесту, хроміту, вольфраму, бокситу і ряду інших мінералів. Туреччина має 2.5 % запасів індустріальних мінералів світу, 62 % запасів бору, 20 % — бентоніту, понад 50 % — перліту. Це говорить про значні перспективи країни в галузі гірництва. Всього країна має 40 видів корисних копалин, однак рівень їх освоєння ще недостатньо високий.
Станом на 1998-99 рр. частка гірничої промисловості у ВВП становила 1 %, у 2002 р. — 1,5 %. На початку XXI ст. продукція гірничодобувної галузі становить 1 % експорту і 16,5 % імпорту, 7 % вартості промислової продукції. Гірнича промисловість Туреччини на початку XXI ст. ще слабо розвинена і не відповідає потенційним можливостям країни. В ній зайнято 171000 чол. Провідну роль відіграє видобуток бурого вугілля, хромових, мідних руд, бокситів, боратів. Досягнутий рівень гірничого виробництва у вартісному вираженні становить 2,5 млрд дол. США, причому продукція на 500 млн дол. експортується. Туреччина може щорічно видобувати мінеральної сировини на 8-12 млрд дол., половину якої можна експортувати. Ця цифра збільшиться до 30 млрд дол., якщо перетворити сировину в готові продукти. До 2010 р. планується різке збільшення виробництва мінеральної сировини, якщо цей прогноз реалізовується, то Туреччина буде щорічно виробляти сировини на 10 млрд дол. США.
Підготовку кадрів здійснюють у Стамбульському технологічному університеті (1773 р.) та в Зонгулдакському університеті.